# Фріц Лангнер
Фріц Лангнер (нім. Fritz Langner; 8 серпня 1912, Бреслау — 25 січня 1998) — західнонімецький футболіст, а також футбольний тренер.

## Кар'єра гравця
Свою футбольну кар'єру Фріц Лангнер розпочав у клубі «Бреслауер». У 1933 році команда розбилася на дві, і Лангнер вибрав «Бреслауер 02». Разом з командою йому вдалося в 1938 році зайняти друге місце в Гаулізі «Сілезія», а в 1942 році стати переможцями Гауліги «Нижня Сілезія».
Після закінчення війни він опинився в Шлезвіг-Гольштейні в клубі «Екернфердер», де разом з Куртом Блаузесом був граючим тренером. У сезоні 1946/47 їх команді вдалося кваліфікуватися у фінальну частину чемпіонату Північної Німеччини, але місцева асоціація вирішила замість «Екернфердера» допустити до турніру «Гольштайн». Це призвело до втручання британських окупаційних властей та заборони змагання на рік для всіх клубів ліги.
У підсумку, Лангнер був змушений перейти в гамбурзької «Конкордії», в якій він знову був граючим тренером. Йому вдалося вивести клуб у Оберлігу «Північ», і, отримавши професійну тренерську ліцензію, у 1948 році завершив кар'єру гравця.

## Тренерська кар'єра
Лангнер продовжував роботу в «Конкордії» до 1952 року, а після цього прийняв керівництво клубу «Дюрен 99». У 1955 році він очолив клуб «Вестфалія 04» і досяг з ним своїх перших успіхів — у 1959-му йому вдалося виграти Оберлігу «Захід». Лангнеру вдалося вибудувати оборонну модель гри і повністю використовувати потенціал своїх лідерів — Гельмута Бентгауса і Ганса Тільковскі. Повторення цього результату більше не трапилося і в 1962 році Лангнер приєднався до «Боруссії» з Менхенгладбаха.
Сезон 1962/63 видався для Фріца безуспішним, оскільки «Боруссія» зуміла посісти лише 11-е місце в Оберлізі «Захід», і таким чином, вона не отримала пропуск в перший сезон Бундесліги. У команді став формуватися майбутній кістяк, який через роки став легендами клубу і всього німецького футболу — Горст-Дітер Геттгес, Герберт Лаумен, Гюнтер Нетцер; але Лангнер вважав за краще відразу відгукнутися на пропозицію «Шальке 04», в який він перейшов 26 квітня 1964 року. У першому сезоні Лангнера в Бундеслізі результат був катастрофічним для його нової команди — «Шальке 04» посіло останнє місце, і лише розширення турніру до 18 команд врятувало її від вильоту. Йому і тут вдалося підтягнути молодь до основного складу, серед яких був Клаус Фіхтель, але протягом трьох років команда залишалася в нижній частині турнірної таблиці.
Угода з Лангнером була розірвана в 1967 році, але йому вдалося влаштуватися в «Вердері». Йому вдалося поліпшити результати клубу, і за підсумками сезону 1967/68 стати срібними призерами чемпіонату. На наступний рік команда опустилася на дев'яте місце. У зв'язку з напруженістю серед гравців через методи управління тренера керівництво вирішило не перешкоджати переговорів Лангнера з «Мюнхеном 1860». Далі в його кар'єрі клуби почали швидко змінюватися — лише з «Оснабрюком» він зумів виграти регіональну лігу «Північ» в 1971 році. У 1972 році «Вердер» призначав його знову головним тренером, коли Зепп Піонтек не міг за станом здоров'я виконувати свої обов'язки. У 1980 році ситуація повторилася, але цього разу Руді Ассауер не мав тренерської ліцензії. Це була остання тренерська робота Лангнера.